# Steve Lundquist
Steve Lundquist (n. 20 februarie 1961, Atlanta, Georgia, SUA) este un înotător ce a reprezentat Statele Unite ale Americii, medaliat olimpic. A participat la o ediție a Jocurilor Olimpice (1984) în care a câștigat 3 medalii de aur.